# Каширин (Ростовская область)
Каши́рин — хутор в Тарасовском районе Ростовской области.
Входит в состав Большинского сельского поселения.

## Население
| 2010 |
| ---- |
| 6    |

## Улицы
На хуторе имеется одна улица — Каширинская.